# Noddi marianne
Anous tenuirostris
Espèce
Statut de conservation UICN

 LC  : Préoccupation mineure
Le Noddi marianne (Anous tenuirostris), aussi dit Noddi à bec grêle, est une espèce d'oiseaux marins de la famille des Laridae. Il est parfois appelé Noddi à tête blanche.

## Répartition
Il se trouve dans d'importantes colonies sur l'île Cousin et sur l’île Frégate aux Seychelles, ainsi que sur l'île Nelsons au nord du Banc Great Chagos.

## Nidification
Il fabrique son nid à partir de feuilles et d'algues qu'il cimente avec du guano.

## Sous-espèces
D'après la classification de référence (version 14.1, 2024) de l'Union internationale des ornithologues, le Noddi marianne possède 2 sous-espèces (ordre philogénique) :
- Anous tenuirostris tenuirostris (Temminck, 1823) — Seychelles, Mascareignes et archipel des Chagos ;
- Anous tenuirostris melanops Gould, 1846 — Houtman Abrolhos.